# Лазуткин, Александр Григорьевич
Алекса́ндр Григо́рьевич Лазу́ткин (18 июля 1935 года — 5 июля 2013) — бывший ректор Карагандинского политехнического института, член-корреспондент Национальной академии наук республики Казахстан, доктор технических наук, профессор.

## Биография
Александр Лазуткин родился в селе Верхний Сыромяс Сосновоборского района Пензенской области.
В 1953 году поступил в Криворожский горнорудный институт.
В 1956 году перевёлся в Днепропетровский горный институт, который окончил в 1958 году по специальности «Горный механик».
В 1959—1962 годах работал работал инженером-конструктором, начальником участка, начальником цеха Новокарагандинского машиностроительного завода.
В 1962—1970 годах работал старшим преподавателем и доцентом в Карагандинском политехническом институте на кафедре горных машин. В 1967 году защитил кандидатскую диссертацию.
С 1971 года заведующий кафедрой горных машин, одновременно проректор по научной работе Карагандинского политехнического института.
В 1979 году защитил докторскую диссертацию, в 1981 году получил учёное звание профессора.
С 1987 по 1994 год являлся ректором Карагандинского политехнического института.
В 1989 году избран членом-корреспондентом Академии наук Казахской ССР.
В 1994 году переехал в Россию, в г. Муром.
С 1994 по 2003 год являлся заведующим кафедрой «Станки-автоматы и автоматические линии» Муромского института (филиала) Владимирского государственного университета.

## Научная деятельность
А. Г. Лазуткин является ведущим специалистом в области создания ударных механизмов с гидропневматическим приводом, предназначенных для разрушения горных пород, упрочнения металлов поверхностным пластическим деформированием и т. д.

## Труды
Автор более 200 научных трудов и 1100 изобретений.

## Награды
- Орден Трудового Красного знамени;
- Орден Октябрьской Революции;
- Государственная премия Казахской ССР (1986).